# Pararsenolamprita
La pararsenolamprita és un mineral de la classe dels elements natius. El nom prové de la paraula grega (παρά) que significa ("para"). I l'anomenació es conclou per la relació dimorfa amb arsenopirita.

## Classificació
La pararsenolamprita es troba classificada en el grup 1.CA.10 segons la classificació de Nickel-Strunz (1 per a Elements; C per a Semimetalls i no-metalls i A per a Elements del grup de l'arsènic; el nombre 10 correspon a la posició del mineral dins del grup). En la classificació de Dana el mineral es troba al grup 1.3.1.6 (1 per a Elements natius i aliatges i 3 per a Semimetalls i no-metalls; 1 i 6 corresponen a la posició del mineral dins del grup).

## Característiques
La pararsenolamprita és un mineral de fórmula química (As,Sb). Cristal·litza en el sistema ortoròmbic. La seva duresa a l'escala de Mohs és 2 a 2,5.

## Formació i jaciments
S'ha descrit a l'Àsia concretament al Japó, a la regió de Kyūshū.